# Phytomyza cnidii
Phytomyza cnidii este o specie de muște din genul Phytomyza, familia Agromyzidae, descrisă de Griffiths în anul 1973.
Este endemică în Northwest Territories. Conform Catalogue of Life specia Phytomyza cnidii nu are subspecii cunoscute.